# كريس جونسون (لاعب كرة قدم أمريكية)
كريس جونسون (بالإنجليزية: Chris Johnson)‏ هو لاعب كرة قدم أمريكية أمريكي، ولد في 7 أغسطس 1971 في دالاس في الولايات المتحدة.

## وصلات خارجية
- كريس جونسون على موقع مرجع كرة القدم المحترفة.كوم (الإنجليزية)